# Готлтс-Самміт (Міссурі)
Готлтс-Самміт (англ. Holts Summit) — місто (англ. city) в США, в окрузі Келлевей штату Міссурі. Населення — 4458 осіб (2020).

## Географія
Готлтс-Самміт розташований за координатами 38°38′50″ пн. ш. 92°6′50″ зх. д. / 38.64722° пн. ш. 92.11389° зх. д. (38.647195, -92.113984).  За даними Бюро перепису населення США в 2010 році місто мало площу 9,02 км², з яких 8,90 км² — суходіл та 0,12 км² — водойми.

## Демографія
Згідно з переписом 2010 року, у місті мешкало 3247 осіб у 1377 домогосподарствах у складі 896 родин. Густота населення становила 360 осіб/км².  Було 1572 помешкання (174/км²).
Расовий склад населення:
| - 92,1 % — білих - 3,9 % — чорних або афроамериканців - 0,5 % — азіатів - 0,3 % — корінних американців - 0,1 % — вихідців з тихоокеанських островів - 1,0 % — осіб інших рас |

До двох чи більше рас належало 2,1 %. Частка іспаномовних становила 2,2 % від усіх жителів.
За віковим діапазоном населення розподілялося таким чином: 22,7 % — особи молодші 18 років, 64,5 % — особи у віці 18—64 років, 12,8 % — особи у віці 65 років та старші. Медіана віку мешканця становила 37,7 року. На 100 осіб жіночої статі у місті припадало 92,2 чоловіків;  на 100 жінок у віці від 18 років та старших — 88,8 чоловіків також старших 18 років.
Середній дохід на одне домашнє господарство  становив 56 290 доларів США (медіана — 44 714), а середній дохід на одну сім'ю — 71 243 долари (медіана — 62 313). Медіана доходів становила 40 375 доларів для чоловіків та 32 282 долари для жінок. За межею бідності перебувало 13,2 % осіб, у тому числі 13,2 % дітей у віці до 18 років та 21,3 % осіб у віці 65 років та старших.
Цивільне працевлаштоване населення становило 1611 осіб. Основні галузі зайнятості: освіта, охорона здоров'я та соціальна допомога — 24,0 %, публічна адміністрація — 14,7 %, мистецтво, розваги та відпочинок — 8,9 %, роздрібна торгівля — 8,6 %.